# HZ Большого Пса
HZ Большого Пса (лат. HZ Canis Majoris), HD 50123 — тройная звезда в созвездии Большого Пса на расстоянии приблизительно 630 световых лет (около 193 парсеков) от Солнца. Видимая звёздная величина звезды — от +5,82m до +5,69m.
Первый и второй компоненты — двойная вращающаяся эллипсоидальная переменная звезда (ELL).

## Характеристики
Первый компонент — бело-голубая Be-звезда спектрального класса B6Vnpe или B6IVe. Эффективная температура — около 16982 К.
Второй компонент — белая звезда спектрального класса A. Удалён на 0,6 угловых секунды.
Третий компонент — оранжевый гигант спектрального класса K0III. Удалён на 42,9 угловых секунд.